# Усть-Погожье
Усть-Погожье — село в Дубовском районе Волгоградской области, административный центр Усть-Погожинского сельского поселения.
Население - 1067 (2010)

## История
Согласно Историко-географическому словарю Саратовской губернии, составленному в 1898-1902 году, деревня Усть-Погожая относилась к Ивановской волости Царицынского уезда Саратовской губернии. Основана в 1780-х года государственными крестьянами села Малая Ивановка. Земельный надел составлял 2402 десятины земли, из них пашни 1993 десятины. Жители занимались земледелием, скотоводством, также бахчеводством. В селе имелось несколько мельниц, общественный хлебозапасный магазин.
В 1919 году село в составе Царицынского уезда включено в состав Царицынской губернии.
С 1928 года - центр Усть-Погожинского сельсовета Дубовского района Нижне-Волжского края (с 1934 года - Сталинградского края), с 1935 года в составе Балыклейского района Сталинградского края (с 1936 года - Сталинградской области, с 1962 года - Волгоградской области). В составе Дубовского района - с 1963 года.

## Физико-географическая характеристика
Село расположено в степи в пределах Приволжской возвышенности, относящейся к Восточно-Европейской равнине, по правому берегу реки Погожая, при впадении в реку Бердия, на высоте около 90 метров над уровнем моря. Рельеф местности холмисто-равнинный, развита овражно-балочная сеть. Почвы - каштановые солонцеватые и солончаковые.
По автомобильным дорогам расстояние до областного центра города Волгограда составляет 120 км, до районного центра города Дубовка - 66 км.
Климат
Климат умеренный континентальный с жарким летом и малоснежной, иногда с большими холодами, зимой. Согласно классификации климатов Кёппена климат характеризуется как влажный континентальный (индекс Dfa). Температура воздуха имеет резко выраженный годовой ход. Среднегодовая температура положительная и составляет +7,6 °С, средняя температура января -8,5 °С, июля +23,5 °С. Расчётная многолетняя норма осадков - 399 мм, наибольшее количество осадков выпадает в июне (45 мм), наименьшее в марте (22 мм). 
Часовой пояс
Усть-Погожье, как и вся Волгоградская область, находится в часовой зоне МСК (московское время). Смещение применяемого времени относительно UTC составляет +3:00.

## Население
Динамика численности населения
| 1860 | 1882 | 1891 | 1894 | 1897 | 1898 | 1911 | 1987 | 2002 |
| ---- | ---- | ---- | ---- | ---- | ---- | ---- | ---- | ---- |
| 408  | 787  | 865  | 882  | 934  | 810  | 992  | ≈640 | 1235 |

| 2010 |
| ---- |
| 1067 |